# Козловка (Ядринський район)
Козло́вка (рос. Козловка, чув. Куславкка) — присілок у Чувашії Російської Федерації, у складі Персірланського сільського поселення Ядринського району.
Населення — 199 осіб (2010; 150 в 2002, 312 в 1979, 311 в 1939, 113 в 1926, 51 в 1907). У національному розрізі у присілку мешкають чуваші.

## Історія
Засновано на початку 20 століття, 1917 року отримано статус селища, присілок — з 1927 року. Селяни займались сільським господарством. 18 травня 1918 року утворено трудову артіль «Козловка», 1931 року утворено колгосп «Схід». До 1927 року присілок входив до складу Балдаєвської волості Ядринського повіту, з переходом на райони 1927 року — у складі Ядринського району.

## Господарство
У присілку працює ТОВ «Сугутське».